# Liu Shanshan
Liu Shanshan (xinès tradicional: 劉杉杉, xinès simplificat: 杉杉, pinyin: Liú Shānshān; Baoding, 16 de març de 1992) és una exjugadora de futbol xinesa que jugà com a defensa a la selecció de futbol de la Xina i al Wuhan Chegujiang de la Super League xinesa.

## Biografia
Liu va començar a entrenar a futbol quan tenia 5 anys, seguint el seu pare, que també havia sigut futbolista. Va assistir a la Universitat Normal de Hebei, i va jugar amb la Xina a la Copa del Món Femenina Sub-20 de la FIFA 2012.
El 8 de desembre de 2012, Liu va debutar amb la selecció de la Xina, en una derrota per 4-0 davant els Estats Units a Ford Field, Detroit.
A la Copa del Món Femenina de la FIFA 2015, Liu, de 23 anys, arribava al torneig amb 33 partits internacionals disputats, sent una dels membres més experimentades de la selecció xinesa.
El 2020 fitxa pel Wuhan Jiangda, on juga tres temporades on l'equip obté tres campionats i una copa.
Va retirar-se el març del 2023, a l'edat de 31 anys.